# Sporobolus mendocinus
Sporobolus mendocinus är en gräsart som beskrevs av Eduardo Méndez. Sporobolus mendocinus ingår i släktet droppgräs, och familjen gräs. Inga underarter finns listade i Catalogue of Life.